# ビンタイン区
ビンタイン区（ビンタインく、ベトナム語：Quận Bình Thạnh / 郡平盛）は、ベトナムのホーチミン市の地区である。 2010年現在、この地区の人口は470,054人で、総面積は21km²である。
ビンタインの名は、かつてゴーヴァップ区の中にあったビンホア区（Bình Hòa / 平和）およびタインミータイ区（Thạnh Mỹ Tây / 盛美西）の2つの区の名前から形成された。1976年に、これらの2つの区がゴーヴァップ区から除去され、ビンタイン区が創設された。

## 行政区画
ビンタイン区は第1坊から第28坊までの20の坊（Phường）を管轄している。（4、8、9、10、16、18、20、23は欠番）

## 名物・名所
- ランドマーク81

## 交通
- ホーチミン地下鉄
  - 1号線
    - ヴァンタイン公園駅 - タンカン駅